# Славяни
Славяни (болг. Славяни) — село в Болгарии. Находится в Ловечской области, входит в общину Ловеч. Население составляет 740 человек.

## Политическая ситуация
В местном кметстве Славяни, в состав которого входит Славяни, должность кмета (старосты) исполняет Иван  Пелов Лишков (независимый) по результатам выборов правления кметства.
Кмет (мэр) общины Ловеч — Минчо Стойков Казанджиев (Болгарская социалистическая партия (БСП)) по результатам выборов в правление общины.